# Alberto di Giussano (1928)
Alberto di Giussano byl italský lehký křižník třídy Di Giussano, tedy první skupiny třídy Condottieri, který sloužil v italské Regia Marina během druhé světové války. Ve válce byl potopen.

## Stavba
Stavba křižníku byla zahájena v roce 1928, dne 27. dubna 1930 byla loď spuštěna na vodu a 5. února 1931 byla uvedena do služby.

## Operační služba
V červenci 1940 byl křižník nasazen v bitvě u Punta Stilo. V bitvě u mysu Bon ho dne 13. prosince 1941, spolu se sesterskou lodí Alberico da Barbiano, potopily tři britské a jeden nizozemský torpédoborec.